# 自证院
自証院（法號：自証院殿光山曉桂大姊，？—1640年），德川幕府第三代將軍德川家光的側室，德川千代姬（德川光友室）的母親，本名為振。
振的母親為祖心尼的女兒，父親是蒲生家家臣岡重政的兒子岡吉右衛門。再者，阿振的祖父岡重政的妻子為在關原會戰時落敗的石田三成的女兒，也因此阿振為石田三成的曾孫女。而在會戰中擊敗三成的，正是德川家光的祖父德川家康
振的祖父重政頗得會津藩藩主蒲生秀行的信任，在秀行死後擔任年幼的新藩主忠鄉的輔佐。會津地震後，藩主忠郷的母親振姫（秀行的正室）不顧藩內財政和領國疲弊的情況下進行大規模的寺社復興，因此重政與振姬在藩政的走向上產生嚴重的對立，在振姫要求父親德川家康出面主持公道後，重政最終被召喚至駿府城處以切腹處分
重政死後，振和父親吉右衛門受到同為蒲生家臣的祖心尼之夫町野幸和（振的外祖父）的保護，之後在蒲生家由於絕嗣的關係改易後前往江戶。到了江戶，振成為祖心尼的義理叔母，將軍德川家光的乳母春日局的養女，因而進入了大奧。家光一直有著喜好男色的傳言，加上和正室鷹司孝子關係不睦，似乎也就因此沒有側室也沒有子嗣。春日局苦於這種情況，才把振安排在家光身邊，而在那之後振也就成為家光第一位側室，世間流傳著振為了吸引家光的注意而裝扮成男人，而有男裝麗人稱呼的說法
寛永十四年（1637年）閏三月五日，生下家光第一個孩子，也就是長女千代姬，此時家光已經三十三歲。千代姬在一歲時（1638年）與尾張德川家的嗣子德川光友訂下婚約，並於隔年（1639年）兩歲時與光友結婚。不過，振的身體狀況自從生下千代姬就已失調，於千代姬出嫁後的次年，寛永十七年（1640年）八月二十一日去世
墓所在榎町的法常寺，慶安五年（1652年）富久町的元融寺自証院建立後改葬於此。現在靈廟以「舊自証院靈屋」之名移建在江戶東京博物館的分館江戶東京建物園保存